# 正木時通
正木 時通（まさき ときみち）は、戦国時代から安土桃山時代にかけての武将。正木時忠の長男。通称は十郎。

## 生涯
里見義弘に属していたが、伯父の時茂の死後、大多喜正木氏が弱体化すると、父の時忠は里見氏から自立することを目指すようになり、永禄7年（1564年）の第二次国府台合戦の直前に里見氏から離反するとともに、弟の頼忠を人質として北条氏康に差し出し、里見氏に従う従兄弟の憲時を攻撃して上総国に勢力を伸ばした。永禄9年（1566年）5月11日、北条氏の出陣要請を受け、時通は北条氏政の軍勢に派遣されており、翌永禄10年（1567年）には北条氏に武器の提供や援軍要請などを行っている。
以後、北条氏に属する勝浦正木氏当主として里見氏と争うが、時通はあくまでも里見氏によって抑え込まれていた自己の勢力拡大に主眼を置いており、同じ北条傘下の千葉胤富を攻撃してその領地を奪ったため、次第に周辺勢力から孤立する。
天正年間初頭には里見氏に復帰したとされ、天正2年（1574年）に北条領国の上総国大坪に侵攻している。天正3年（1575年）11月8日の深夜に三原城で病死した。なお、安房妙本寺と鎌倉妙本寺にほぼ同一の時通死去の記録が残っているが、深夜に死去したため、死亡日が1日ずれているという。墓所は時通が復興した千葉県南房総市の日運寺。法号は日運。